# Jan Beyzym
Jan Beyzym (Šepetivka, 15 maggio 1850 – Fianarantsoa, 2 ottobre 1912) è stato un presbitero polacco della Compagnia di Gesù, beatificato da papa Giovanni Paolo II nel 2002.

## Biografia
Abbracciò la vita religiosa nel 1872 tra i gesuiti a Stara Wieś e fu ordinato prete a Cracovia nel 1881. Fu educatore presso i collegi dell'ordine di Tarnopol e a Chyrów e, nel 1898, partì per le missioni nel Madagascar.
Per la cura dei lebbrosi, fondò una colonia sull'Isola Rossa e poi eresse a Marana un ospedale di 150 posti intitolato alla Vergine di Częstochowa.
Morì nel 1912.

## Il culto
Fu beatificato da papa Giovanni Paolo II il 18 agosto 2002.
Il suo elogio si legge nel Martirologio romano al 2 ottobre.